# Port Saaremaa
Port Saaremaa (est. Saaremaa sadam) – przystań w północnej części estońskiej wyspy Sarema, w pobliżu wsi Ninase nad zatoką Küdema. Należy do kompleksu portu w Tallinnie.
Przystań pełni funkcję głównie pasażerską. Posiada dwa nabrzeża dla wycieczkowców o długości do 200 m i zanurzeniu do 10 metrów. Oprócz tego w przystani jest marina z 10 miejscami dla jachtów o zanurzeniu do 6 metrów. Łączna długość nabrzeży wynosi 445 m. Otwarto ją w 2006 roku. Przez pierwsze 10 lat obsłużyła 66 wycieczkowców.
Port obsługuje też niewielki ruch towarowy. W 2016 roku przeładowano w nim 14 000 ton towarów. Planowano rozbudowę portu by obsługiwał więcej towarów.